# Koninkrijk Artsach
Het Koninkrijk Artsach is de hedendaagse benaming van een middeleeuwse staat die van 1000 tot 1261 de vorstendommen van Chatsjen, Gardman en Gegharkunik omvatte. Het koningshuis van Artsach, een tak van de oude dynastie van Syunik, was daarvoor een vorstenhuis die het gebied sinds 821 bestuurde. Het koninkrijk werd gesticht in 1000, toen Hovhannes-Senekerim in Artsach het koninkrijk uitriep. Volgens Movses Kaghankatvatsi, een Armeense geschiedschrijver van die tijd, werd zijn statuut erkend door zowel de Byzantijnse Rijk als Perzië. In het begin van de 13e eeuw accepteerden de koningen van Artsach de suzereiniteit van Georgië en later dat van het Mongoolse Rijk. Het koninkrijk liep echter af in 1261 toen Jalal I, de laatste koning van Artsach vermoord werd door Arghun Khan. Zijn erfgenamen bleven evenwel als prinsen (Meliks) in het gebied heersen tot het begin van de 19e eeuw, toen Karabach door het Russische Rijk werd veroverd. Veel van de staatsmannen van Nagorno-Karabach in de 20ste eeuw waren afstammelingen van het koningshuis van Artsach.